# Молочай облямований
Молочай облямований, молочай строкатий (Euphorbia marginata) — вид трав'янистих рослин з родини молочайні (Euphorbiaceae), поширений у США й Мексиці.

## Опис
Однорічна рослина зі стрижневим коренем. Стебла прямостійні, нерозгалужені або розгалужені, 30–85(150) см, волосисті або голі. Листки чергові; пластини голі, 32–62(82) × 18–28(52), від широкояйцеподібних до еліптичних, основа округла до клиноподібної, краї цілісні, часто білі на дистальних листках, верхівка гостра. Коробочка (або тригорішок) сплющена зверху й знизу, 3–5 × 3.5–7.5 мм, від помірно до щільно волосиста. Насіння від оранжево-коричневого до сірого кольору, яйцеподібне, 3.7–3.9 × 3–3.3 мм, зморшкувате. 2n = 56.
Цвітіння та плодоношення: літо — осінь.

## Поширення
Поширений у США й Мексиці; інтродукований в Канаді, Південній Америці, Азії, Європі. Населяє порушені ділянки та луки на висотах 0–1700 метрів.
В Україні вид зростає на квітниках — у різних районах.